# Epicypta ambigua
Epicypta ambigua är en tvåvingeart som beskrevs av Loïc Matile 1979. Epicypta ambigua ingår i släktet Epicypta och familjen svampmyggor. Inga underarter finns listade i Catalogue of Life.